# Hans Adalbert Schlettow
Hans Adalbert (von) Schlettow, född 11 juni 1888 i Frankfurt am Main, död 30 april 1945 i Berlin var en skådespelare.

## Filmografi (urval)
- 1940 - Önskekonserten
- 1940 - Mitt öde har vingar
- 1939 - Det hände på varieté Colosseum
- 1939 - Kongo-expressen
- 1937 - Med förseglade order
- 1932 - Marschall vorwärts
- 1931 - Gefahren der Liebe
- 1929 – Fången 53
- 1929 - Asfalt (Asphalt)
- 1924 – Die Nibelungen

## Fotnoter
1. 1 2  Bibliothèque nationale de France, BnF Catalogue général : öppen dataplattform, id-nummer i Frankrikes nationalbiblioteks katalog: 14699403x, läst: 10 oktober 2015.[källa från Wikidata]
2. ↑  Gemeinsame Normdatei, läst: 11 december 2014.[källa från Wikidata]
3. ↑  Gemeinsame Normdatei, läst: 30 december 2014.[källa från Wikidata]
4. ↑  Gemeinsame Normdatei, läst: 25 juni 2015.[källa från Wikidata]